# Jour sans retour
Jour sans retour (titre original : Until That Day) est un roman de l'auteur américaine Kressmann Taylor (1902-1996) publié en 1942.

## Historique
Le récit est basé sur l'histoire de Leopold Bernard (1912-1985), appelé Karl Hoffmann dans le roman. Il avait rejoint illégalement les États-Unis après s'être enfui de l'Allemagne hitlérienne. Kressmann Taylor le rencontra avec l'appui du FBI.